# Viorel Ștefan (fotbalist)
Viorel Ștefan (n. 7 ianuarie 1992, Crevedia) este un fotbalist român aflat sub contract cu clubul Dinamo București. A fost împrumutat la CS Buftea până în iulie 2012.